# 크라신스키궁

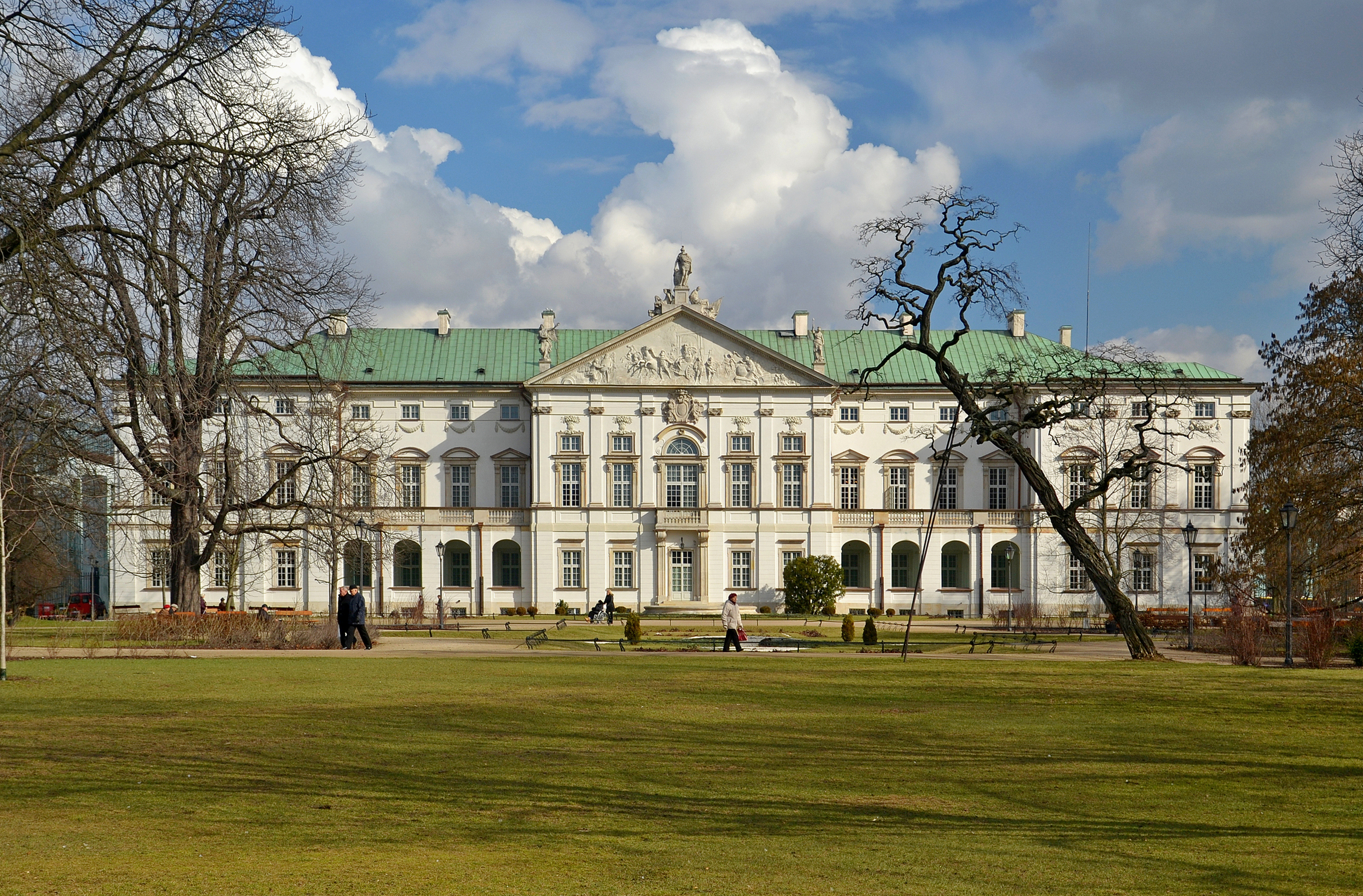
크라신스키궁

크라신스키궁(폴란드어: Pałac Krasińskich)은 폴란드 마조프셰주 바르샤바에 있는 재건된 바로크 궁전이다. 원래는 1677년과 1683년 사이에 크라신스키 가문을 위해 건립되었지만, 제2차 세계 대전 중에 심하게 파손되어 20세기 중반에 재건되었다.